# Carpanthea pomeridiana
Carpanthea pomeridiana ist die einzige Art der monotypischen Pflanzengattung Carpanthea aus der Familie der Mittagsblumengewächse (Aizoaceae). Der botanischen Name der Gattung leitet sich von den griechischen Worten carpos für ‚Frucht‘ sowie anthos für ‚Blüte‘ ab und verweist vermutlich auf die geöffneten Früchte der Art, die geöffnet wie eine sternförmige Blüte aussehen.

## Beschreibung
Carpanthea pomeridiana wächst als einjährige, krautige Pflanze. Ihre Triebe, die Blattränder und der Kelch sind mit langen Haaren besetzt, die den Blasenzellen entspringen. Die flachen paarigen Laubblätter sind löffel- oder lanzenförmig und enthalten in ihrer Epidermis keine Wachsplättchen.
Die Blüten stehen in großen zymösen Blütenständen, die die gesamte Pflanze umfassen. Ihre zahlreichen schlanken Kronblätter sind goldgelb und an ihrer Außenseite rötlich gefärbt. Die fünf Kelchblätter sind ungleich groß.
Die an ihrer Basis mehr oder weniger becherförmigen 12- bis 20-fächrigen Kapselfrüchte sind an ihrer Spitze ähnlich geformt. Ihre schmalen Quellleisten enden in Grannen. Die Früchte enthalten schwärzlich braune, D-förmige und abgeflachte Samen, deren Samenschale papillat ist.
Die Chromosomenzahl ist {\displaystyle 2n=18}.

## Systematik und Verbreitung
Das Verbreitungsgebiet von Carpanthea pomeridiana erstreckt sich in Südafrika in allen westlichen Distrikten der Provinz Westkap. Sie wächst auf sandige Ebenen mit Winter-Niederschlagsmengen von weniger als 300 Millimeter jährlich.
Die Erstbeschreibung der Gattung durch Nicholas Edward Brown wurde 1925 veröffentlicht. Als einzige Art stellte er die 1762 von Carl von Linné als Mesembryanthemum pomeridianum beschriebene Art in seine neue Gattung.

## Nachweise